# Jan Tellefsen
Jan Tellefsen (født 2. april 1960) er en dansk sanger, musiker og tegnefilmsdubber. Jan Tellefsen instruerer og lægger stemme til mange tegnefilm f.eks. den danske stemme til Kermit i Muppets, Kuririn i Dragon Ball Z, hovedpersonen Tai i Digimon, også den danske Digimon-titelsang, og Han er medlem af Klaus & Servants.

## Filmografi
- Flyvemaskiner 2013 - Sanginstruktør (dansk version)
- Det regner med frikadeller 2 2013 - Sanginstruktør (dansk version)
- Tintin: Enhjørningens hemmelighed 2011 - Stemme
- Sandheden om Rødhætte 2005 - Instruktør (dansk version)
- Kirikou og de vilde dyr 2005 - Instruktør (dansk version)
- Tigerbrødre 2004 - Instruktør (dansk version)
- Muppets fra rummet - Den store Muppet rejse 1999 - Stemme